# Рух Чаювання
Рух Чаювання — це американський фіскально-консервативний політичний рух у межах Республіканської партії. Члени руху закликали до зниження податків, скорочення державного боргу та дефіциту федерального бюджету з допомогою зниження державних витрат. Рух підтримував принципи малого уряду і виступав проти загальної охорони здоров'я, що спонсорується державою. Рух «Чаювання» було описано як народний конституційний рух, що складається з суміші лібертаріанського,правопопулістського, та консервативного активізму. З 2009 року рух проводив численні акції протесту і підтримував різних політичних кандидатів. За даними Американського інституту підприємництва, за оцінками різних опитувань 2013 року, трохи більше 10 відсотків американців вважають себе частиною руху.
Рух «Чаювання» набув широкої популярності після заклику репортера CNBC Ріка Сантеллі 19 лютого 2009 року влаштувати «Чаювання» на підлозі Чиказької товарної біржі. Декілька консервативних активістів з конференц-зв'язку домовилися об'єднатися проти програми президента Барака Обами та запланували серію акцій протесту. Прихильники руху згодом дуже вплинули на внутрішню політику Республіканської партії. Хоча Чайна партія перестала бути політичною партією у сенсі цього терміну, деякі дослідження показують, що члени Фракції чайної партії голосують у Конгресі як значно більш права третя партія. Основною силою, що стоїть за рухом, була організація «Американці за процвітання» (АЗП), консервативна група політичної пропаганди, заснована бізнесменом та політичним активістом Девідом Кохом. Достеменно невідомо, скільки грошей пожертвували до AFP Девід та його брат Чарльз Кох. До 2019 повідомлялося, що консервативне крило Республіканської партії «по суті, скинуло ярлик чайної партії».
Назва руху відсилає до Бостонського чаювання 16 грудня 1773, переломному події на початку Американської революції. Подія 1773 продемонструвала протест проти оподаткування британським урядом без політичного представництва американських колоністів, тому посилання на Бостонське чаювання і навіть костюми епохи 1770-х років часто можна почути і побачити в русі «Чайна партія».

## Порядок денний
Рух «Чаювання» фокусується на значному скороченні обсягу й масштабів уряду. Рух виступає за національну економіку, що працює без державного нагляду. Цілі руху включають обмеження розміру федерального уряду, скорочення державних витрат, зниження державного боргу та протидію підвищенню податків. З цією метою групи «Чаювання» протестували проти програми допомоги проблемним активам (TARP), програм стимулювання, таких як закон про відновлення та реінвестування Америки 2009 року (ARRA, зазвичай званий «Стимул» або «Закон про відновлення»), екологічних норм «cap and trade», реформи охорони здоров'я, такий як закон про захист пацієнтів і доступну охорону здоров'я (PPACA, також відомий просто як закон про доступну охорону здоров'я або «Obamacare»), і передбачуваних нападок федерального уряду на їх права по першій, другій, четвертій та десятій поправці. Групи «Чаювання» також висловлювалися на підтримку законодавства про право на працю, посилення охорони кордонів і виступали проти амністії нелегальних іммігрантів. У зв'язку з федеральним законом про реформу охорони здоров'я вони почали працювати на рівні штатів, щоб анулювати закон після того, як Республіканська партія втратила місця в Конгресі та президентське крісло на виборах 2012 року. Вони також провели мобілізацію на місцевому рівні проти «Порядку денного на XXI століття» ООН. Вони протестували проти неоднозначного ставлення податкової служби до груп під назвою «Чайна партія» Вони сформували Super PACs для підтримки кандидатів, які симпатизують їхнім цілям, і виступали проти кандидатів, яких вони називають «республіканським істеблішментом».
«Чайна партія» не має єдиної програми дій. Децентралізований характер «Чайної партії», відсутність формальної структури чи ієрархії, дозволяє кожній автономній групі встановлювати свої власні пріоритети та цілі. Цілі можуть суперечити один одному, а пріоритети часто різняться між групами. Багато організаторів «Чайної партії» вважають, що це швидше сильна, ніж слабка сторона, оскільки децентралізація допомогла захистити «Чайну партію» від кооптації з боку зовнішніх організацій та корупції зсередини.
Незважаючи на те, що групи, що беруть участь у русі, мають широкий спектр різних цілей, «Чайна партія» ставить своє бачення Конституції в центр своєї програми реформ. Вона закликає повернути уряд у тому вигляді, в якому його представляли деякі «Батьки-засновники США». Вони також прагнуть навчати своєму погляду на Конституцію та інші основні документи.[31] Вчені називають її інтерпретацію оригіналістської, популярної, або унікальною комбінацією цих двох підходів. Опора на Конституцію вибіркова та непослідовна. Прихильники посилаються неї, але роблять це скоріш як культурної посилання, ніж із прихильності тексту, що вони прагнуть змінити. Дві поправки до Конституції були обрані деякими учасниками руху для повного або часткового скасування: шістнадцята, що дозволяє запровадження прибуткового податку, та сімнадцята, що вимагає всенародного обрання сенаторів. Також була підтримана запропонована поправка про скасування, яка дозволить більшості, у дві третини штатів скасовувати федеральні закони, та поправка про збалансований бюджет, що обмежує витрати на дефіцит.
Чайна партія прагне не наголошуватися на традиційних консервативних соціальних питаннях. Національні організації Чайної партії, такі як Tea Party Patriots та FreedomWorks, висловили стурбованість тим, що участь у вирішенні соціальних питань може призвести до розколу.[31] Натомість вони намагалися змусити активістів направити свої зусилля у бік від соціальних питань та зосередитися на економічних питаннях та питаннях обмеженого уряду. Тим не менш, багато груп, таких як «Чаювання 9/12» Гленна Бека, TeaParty.org, «Чаювання Айови» і «Патріотичні організації Делавера» діють з соціальних питань, таких як аборти, контроль над зброєю, молитви у школах та нелегальна імміграція.
Одна зі спроб скласти список того, що «Чаювання» хотіло б, щоб Конгрес зробив, вилилася в «Контракт з Америкою». Це була законодавча програма, створена консервативним активістом Райаном Хекером за сприяння Діка Армі з FreedomWorks. Армі разом із Ньютом Гінгрічем був співавтором попереднього «Контракту з Америкою», випущеного Республіканською партією під час проміжних виборів 1994 року. Тисяча ідей, представлених на конкурс, було звужено до двадцяти одного несоціального питання. Потім учасники проголосували в онлайн-кампанії, під час якої їм запропонували обрати свої улюблені політичні плани. Результати були опубліковані, як платформи Чайної партії з десяти пунктів. «Контракт з Америкою» отримав певну підтримку в Республіканській партії, але не був широко прийнятий керівництвом GOP, яке випустило власну «Обіцянку Америці». Після американських виборів 2012 року деякі активісти «Чайної партії» зайняли традиційніше популістські ідеологічні позиції з питань, які відрізняються від загальних консервативних поглядів. Прикладами можуть бути різні демонстрації «Чайної партії», іноді які виступають за імміграційну реформу США, і навіть підвищення мінімальної заробітної плати США.

### Зовнішня політика
Історик та письменник Уолтер Рассел Мід аналізує зовнішньополітичні погляди руху «Чайна партія» в есе, опублікованому у 2011 році у журналі Foreign Affairs. Мід стверджує, що популісти джексоніанського штибу, такі як «Чайна партія», поєднують віру у винятковість Америки та її роль у світі зі скептичним ставленням до «здатності Америки створити ліберальний світовий порядок». При необхідності вони віддають перевагу до «тотальної війни» і беззастережної капітуляції, а не «обмеженим війнам заради обмежених цілей». Мід виділяє два основних напрямки, один із яких уособлює колишній конгресмен від Техасу Рон Пол, а інший — колишній губернатор Аляски Сара Пейлін. «Пауліти» дотримуються підходу Джефферсона, який прагне уникнути іноземної військової участі. «Палініти», прагнучи уникнути втягування в непотрібні конфлікти, виступають за агресивнішу реакцію на збереження першості Америки у міжнародних відносинах. Мід каже, що обидві групи поділяють огиду до «Ліберального інтернаціоналізму».
Деякі республіканці, пов'язані з «Чайною партією», такі як Мішель Бахманн, Джефф Дункан, Конні Мак IV, Джефф Флейк, Тім Скотт, Джо Уолш, Аллен Вест і Джейсон Чаффетц, проголосували за резолюцію прогресивного конгресмена Денніса Кучиніча про виведення американського воєнного персоналу з Лівії. У Сенаті три республіканці, підтримувані «Чайної партією» , Джим Демінт, Майк Лі і Майкл Крапо, проголосували обмеження іноземної допомоги Лівії, Пакистану та Єгипту. Члени «Чайної партії» в обох палатах Конгресу продемонстрували готовність скоротити іноземну допомогу.

## Організація
Рух «Чаювання» складається з вільної афіліації національних та місцевих груп, які визначають свої власні платформи та порядок денний без центрального керівництва. Рух «Чайної партії» наводився як приклад низової політичної активності, а також описувався як приклад фінансованої корпораціями діяльності, що видається за спонтанні громадські дії, що відомо як «астротурфінг». Інші спостерігачі вважають, що низовий елемент організації «посилюється правими ЗМІ» за підтримки елітного фінансування.
Рух «Чайна партія» не є національною політичною партією; опитування показують, більшість учасників «Чайної партії» вважають себе республіканцями, а прибічники руху, зазвичай, підтримують республіканських кандидатів. Коментатори, включаючи головного редактора Gallup Френка Ньюпорта, припустили, що рух не є новою політичною групою, а є ребрендингом традиційних республіканських кандидатів і політики. Опитування місцевих організаторів «Чайної партії», проведений у жовтні 2010 року газетою Washington Post, показав, що 87 % заявили, що «невдоволення лідерами основної Республіканської партії», що є важливим чинником підтримки, яку група отримала досі".
Активісти «Чайної партії» висловлювали підтримку політикам-республіканцям Саре Пейлін, Діку Армі, Мішель Бахманн, Марко Рубіо і Теду Крузу. У 2012 фракція припинила своє існування. У статті Politico повідомлялося, що багато активістів «Чайної партії» скептично ставляться до фракції, розглядаючи її як спробу Республіканської партії захопити рух. Конгресмен від штату Юта — Джейсон Чаффетц відмовився вступити до фракції, сказавши: «Структура і формальність — повна протилежність тому, чим є Чайна партія, і якщо буде спроба надати їй структуру і формальність чи кооптувати її з Вашингтоном, округ Колумбія, це відверне від вільної природи істинного руху Чайної партії».

## Етимологія
Назва «Чаювання» є відсиланням до Бостонського чаювання, протесту в 1773 колоністів, які заперечували проти британського оподаткування без представництва, і продемонстрували це, викинувши в гавань британський чай, взятий з пришвартованих кораблів. Ця подія стала однією з перших серед тих, які призвели до прийняття «Декларації про незалежність», та навіть до Американської революції, що поклала початок незалежності Америки.[68] Деякі коментатори називають «Чай» в «Чаювання» бекронімом «Taxed Enough Already», хоча це з'явилося лише через кілька місяців після перших загальнонаціональних протестів.

## Історія

### Довідкова інформація
Посилання на Бостонське чаювання були частиною протестів у «День податків», що проводилися в 1990-х роках і раніше. У 1984 році Девід Х. Кох і Чарльз Г. Кох з Koch Industries заснували Citizens for a Sound Economy (CSE), консервативну політичну групу, чия самоописана місія полягала в «боротьбі за менший уряд, менші податки та менше регулювання». Першим головою організації був призначений конгресмен Рон Пол. CSE лобіювала політику, сприятливу для корпорацій, особливо тютюнових компаній.
У 2002 році CSE розробила та опублікувала вебсайт «Чаювання» за адресою www.usteaparty.com, на якому говорилося: «Наше „Чаювання“ в США — це національний захід, який постійно проводиться в режимі онлайн і відкритий для всіх американців, які вважають, що наші податки занадто високі, а податковий кодекс занадто складний.» У 2003 року Дік Армі став головою CSE після виходу з Конгресу. У 2004 році організація «Громадяни за розумну економіку» розділилася на FreedomWorks, для пропагандистської діяльності, та Фонд «Американці за процвітання». Дік Армі залишився головою FreedomWorks, а Девід Кох залишився головою Фонду «Американці за процвітання». Ці дві організації стануть ключовими гравцями в русі «Чаювання» з 2009 року. «Американці за процвітання» і FreedomWorks були «ймовірно, провідними партнерами» у Марші платників податків на Вашингтон у вересні 2009 року, також відомий як «Чаювання 9/12», за даними The Guardian.